# Le Poste de l’Île-de-France
Le Poste de l’Ile-de-France, appelé aussi Radio Ile-de-France, est une station de radio généraliste privée française diffusée en région parisienne du 26 septembre 1934 au 13 juin 1940. 

## Histoire
Les bénéfices de Radio Vitus ne cessant de diminuer depuis la mise à l'écart de son créateur, la société anonyme Radio-Natan-Vitus met en gérance la régie publicitaire de sa station qui est confiée le 14 janvier 1934 à la Radiophonie du Midi de Jacques Trémoulet, le puissant propriétaire de Radio Toulouse. Celui-ci décide de changer le nom de la radio qui devient le 26 septembre 1934 le Poste de l’Ile-de-France, appelé aussi Radio Ile-de-France, tout en conservant dans un premier temps son slogan « le poste de Montmartre ». Trémoulet réorganise complètement la station pour en faire la quatrième radio parisienne en termes d’audience et le troisième poste privé de Paris après Radio Cité et le Poste Parisien.
Le 8 juin 1934, l'administration autorise le transfert de l'émetteur du Poste de l’Ile-de-France à Romainville, au n°10 de la rue Vassou, sur un terrain acheté en 1928 par Fernand Vitus. Ce nouvel émetteur, mis en service en décembre 1935, est composé de deux pylônes.
Le 1er janvier 1936, Jacques Trémoulet crée la régie publicitaire Radio-Informations pour regrouper les régies publicitaires des cinq stations de la Radiophonie du Midi, dont le Poste de l’Ile-de-France, et de six stations belges. Le 23 juillet 1936, le tribunal de Commerce de Paris confirme sa décision du 2 décembre 1935 déclarant en faillite la société Pathé-Cinéma, actionnaire majoritaire de la SA  Radio-Natan-Vitus. Après la liquidation judiciaire de la SA Radio-Natan-Vitus, Jacques Trémoulet devient propriétaire du Poste de l’Ile-de-France, dont il prend définitivement la direction.

### La guerre
Le Poste de l’Ile-de-France se tait le 13 juin 1940, date de l'entrée de la Wehrmacht dans Paris, et saborde ses installations techniques à Romainville. À la signature de l’armistice du 22 juin 1940, les émetteurs situés en zone occupée passent sous contrôle allemand.

### L'après-guerre
Le 20 novembre 1944, les installations des anciens postes privés parisiens sont réquisitionnées par l'État. Le 28 décembre 1944, Le Poste Parisien, Radio-Cité, Le Poste de l'Ile-de-France, Radio 37 et Radio Normandie constituent le groupement professionnel de la radio privée pour défendre leurs droits, mais l'ordonnance du 23 mars 1945 révoque toutes les autorisations d'exploitations accordées avant-guerre aux radios privées et instaure un monopole d'État sur la radiodiffusion française qui empêche le Poste de l'Ile-de-France de retrouver son autorisation d'émettre. Alors que Jacques Trémoulet est poursuivi en février 1945 pour collaboration et voit tous ses biens en France réquisitionnés, le centre émetteur de Romainville est utilisé dès 1945 par la Radiodiffusion française pour diffuser le « Programme Parisien » sur 776 kHz.

## Organisation

### Dirigeants
Directeurs :
- Bernard Natan : 26/09/1934 - 23/07/1936
- Jacques Trémoulet : 23/07/1936 - 25/06/1940

### Capital
Le Poste de l'Ile-de-France est exploitée par la société anonyme Radio-Natan-Vitus, filiale de Pathé Cinéma, au capital de 1 500 000 francs. À la suite de la liquidation judiciaire de cette société en juillet 1936, la station est rachetée par Jacques Trémoulet qui l'intègre à son groupe, la Radiophonie du Midi. 

### Sièges
Le siège social du Poste de l'Ile-de-France est installé au 6, rue Francœur dans le 18e arrondissement de Paris, dans les locaux de la société Pathé-Cinéma, et les studios au 90, rue Damrémont. Après son rachat par Jacques Trémoulet, le siège et les studios sont transférés au 11, rue Christophe-Colomb dans le 8e arrondissement de Paris, siège de la régie publicitaire Radio-Informations. 

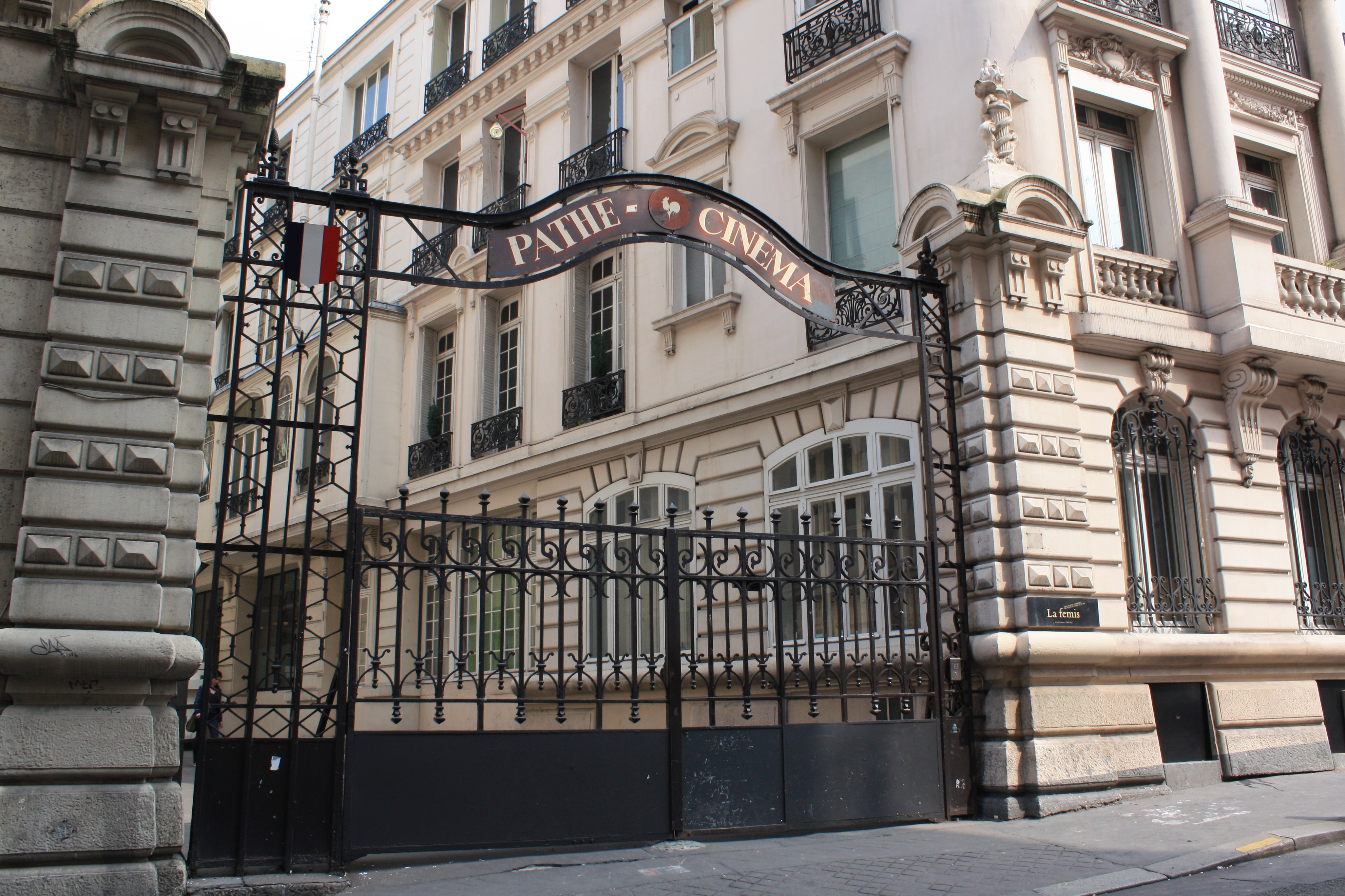
Siège de Radio-Natan-Vitus au 6 rue Francœur à Paris

## Programmes
Le Poste de l'Ile-de-France propose seize heures d'émissions par jour composées de tranches de quinze minutes de disques, classés par genre, et entrecoupés de publicité. L'accordéon, la musique légère (variété), et l'opérette constituent la principale couleur musicale de la station. La retransmission des spectacles de cabaret et des music-halls de la capitale cohabitent aussi avec des émissions de jeux, des bulletins d'information et des émissions patronnées qui concilient habilement prestations artistiques et messages commerciaux. Ces émissions patronnées, diffusées sur plusieurs postes privés, se développent à partir de 1935. Elles sont conçues par des sociétés de productions indépendantes des postes qui les diffusent et ont l'avantage pour ces derniers d'être prêtes à diffuser et entièrement financées par les marques qui les sponsorise. Le speaker-producteur indépendant Louis Merlin est le pionnier de ce type d'émission.

### Émissions
- Information de presse : bulletin d'information réalisé en coordination avec le quotidien Le Journal.
- Les Réveils Banania : cette émission sponsorisée par Banania et présentée par Louis Merlin propose au petit matin un concert et des conseils prodigués par le Docteur "Vitamine" qui recommande évidemment un grand bol de Banania. Cette émission, qui deviendra une des émissions cultes de l'avant-guerre, est diffusée par presque toutes les radios privées françaises.
- Le Lustucru-Théâtre : gala radiophonique en public inédit, parrainé par la marque Lustucru, retransmis en direct depuis la salle Pleyel chaque mercredi à 20 h sur Radio Ile-de-France, Radio-Luxembourg et Radio Toulouse et interprété par une troupe d'artistes et de musiciens nombreux et réputés, dont Fred Adison et son orchestre.
- La revue Lesieur : revue artistique offerte par la marque Lesieur.
- Le quart d'heure pétillant : émission sponsorisée par Septiline (préparation pharmaceutique pour eau minéralisée), présentée par Louis Merlin, et diffusées sur Radio Toulouse, le Poste de l'Ile-de-France, Radio Agen, Radio Bordeaux-Sud-Ouest, Radio Côte d'Azur et le Poste Parisien.
- Le Concert Menier : concert de musique et imitations d'artistes de music-hall sponsorisé par le Chocolat Menier, présenté par Nelly Neil, et diffusé chaque jeudi à 20 h 15 sur le Poste de l'Ile-de-France, Radio-Luxembourg, Radio Toulouse, Radio Côte d'Azur, Radio Normandie, Radio Bordeaux-Sud-Ouest, Radio Agen et Radio Lyon.
- Le Bonhomme Ambois : émission patronnée par les Galeries Barbès. Le titre de cette émission était tiré de la chanson du bonhomme Ambois, chanson publicitaire créée par Dranem pour les Galeries Barbès.
- Les Chansonniers du Bois Doré
- La Semaine en vers et contre tous

### Animateurs et comédiens
- Lionel Cazaux
- Maurice Darclet
- André Fournel
- Louis Merlin
- Fernand Namur
- Hubert Nogaro
- Odette Vargues

### Journaliste
- Yves Morvan

## Diffusion
Le Poste de l'Ile-de-France est diffusée en ondes moyennes sur la longueur d'onde de 222,6 mètres (1 347 kHz) par un émetteur de 700 watts en 1934, augmenté à 1 kW en 1935. La longueur d'onde passe à 219,6 mètres (1 366 kHz) en 1936, puis à 222 mètres (1 351 kHz) en 1938 avec une puissance de 2 kilowatts.